# Doraville
Doraville és una població dels Estats Units a l'estat de Geòrgia. Segons el cens del 2000 tenia 9.862 habitants.

## Demografia
Segons el cens del 2000, Doraville tenia 9.862 habitants, 2.998 habitatges, i 1.981 famílies. La densitat de població era de 1.060,7 habitants per km².
Dels 2.998 habitatges en un 32,5% hi vivien nens de menys de 18 anys, en un 43,6% hi vivien parelles casades, en un 13,4% dones solteres, i en un 33,9% no eren unitats familiars. En el 21,8% dels habitatges hi vivien persones soles el 5,3% de les quals corresponia a persones de 65 anys o més que vivien soles. El nombre mitjà de persones vivint en cada habitatge era de 3,24 i el nombre mitjà de persones que vivien en cada família era de 3,62.
Per edats la població es repartia de la següent manera: un 23,6% tenia menys de 18 anys, un 14,9% entre 18 i 24, un 38,7% entre 25 i 44, un 16,4% de 45 a 60 i un 6,4% 65 anys o més.
L'edat mediana era de 30 anys. Per cada 100 dones de 18 o més anys hi havia 134,3 homes.
La renda mediana per habitatge era de 40.641 $ i la renda mediana per família de 41.903 $. Els homes tenien una renda mediana de 23.681 $ mentre que les dones 22.165 $. La renda per capita de la població era de 15.048 $. Entorn del 9,6% de les famílies i el 15,3% de la població estaven per davall del llindar de pobresa.

## Poblacions més properes
El següent diagrama mostra les poblacions més properes.